# رابین آسکویت
رابین آسکویت (انگلیسی: Robin Askwith؛ زادهٔ ۱۲ اکتبر ۱۹۵۰) هنرپیشه اهل بریتانیا است. وی از سال ۱۹۶۸ میلادی تاکنون مشغول فعالیت بوده‌است. از فیلم‌ها یا برنامه‌های تلویزیونی که وی در آن نقش داشته‌است می‌توان به نیکلاس و الکساندرا، حکایت‌های کنتربری، ال دورادو، آخرین قطار برای کریسمس و قایم‌موشک اشاره کرد.